# Thaumatoconcha pix
Thaumatoconcha pix är en kräftdjursart som beskrevs av Louis S. Kornicker 1992. Thaumatoconcha pix ingår i släktet Thaumatoconcha och familjen Thaumatocyprididae. Inga underarter finns listade i Catalogue of Life.